# Закон палатализации
Закон палатализации (закон палатальных, вторая палатализация) — изменение праиндоевропейских гуттуральных согласных в праиндоиранские палатальные в позиции перед праиндоиранским i или a (являющимся отражением праиндоевропейского e), сформулированное в 1878 году Германом Коллицем (упомянутое в 1875 Вильгельмом Томсеном) и в корне перевернувшее воззрения на первоначальный характер вокализма индоевропейских языков..

## Описание процесса

### Примеры
| Передвижение   | Праформа и соответствия в других языках |
| -------------- | --------------------------------------- |
| *ke, kʷe → *ča | др.-сканд. hverr , санскр. carú-        |
| *ge, gʷe → *ǰa | др.-греч. ἀγέροντο, санскр. járantē     |